# Arlene Foster
Arlene Isabel Foster MLA PC (nascida Kelly, em 17 de julho de 1970) é uma política norte-irlandesa, que serviu como líder do Partido Unionista Democrático de 2015 a 2021 e duas vezes como primeira-ministra da Irlanda do Norte.
Foi primeira-ministra da Irlanda do Norte por duas vezes, sendo a primeira mulher e mais jovem pessoa a chegar ao cargo. Seu primeiro governo durou de janeiro de 2016 a janeiro de 2017. Seu segundo governo durou de janeiro de 2020 a junho de 2021, tendo renunciado ao cargo em 28 de abril, após um escândalo relacionado a gestão de subsídios para energias renováveis e pressões internas ligadas ao Brexit. Foi sucedida por Paul Givan.

## Biografia
Arlene Isabel Kelly nasceu em 17 de julho de 1970, em Enniskillen. Seu pai era fazendeiro em meio período e policial em tempo integral de Dernawilt, uma cidade perto de Rosslea, no Condado de Fermanagh. Sua mãe, natural de Sandy Row, em Belfast, era dona de casa. Ela tem duas irmãs mais velhas — Linda e Julie — e um irmão mais novo, David. Ela se casou com Brian Foster e eles têm três filhos. Ela é membro da Igreja da Irlanda.
Quando ela tinha oito anos, o pai de Arlene quase foi morto em casa pelo Exército Republicano Irlandês (IRA), escapando apenas ferido. Por causa desse ataque, a família se mudou para Lisnaskea. Quando adolescente, Foster estava em um ônibus escolar bombardeado pelo IRA; o veículo foi visado porque seu motorista era um soldado do Regimento de Defesa do Ulster (UDR). Uma garota sentada perto dela ficou gravemente ferida.
Arlene estudou nas escolas primárias Aghadrumsee e Moat, na Collegiate Grammar School for Girls em Enniskillen e depois na Queen's University, onde se formou em direito e obteve um certificado em estudos jurídicos. Ela trabalhou como advogada em consultório particular em Portadown e Enniskillen até ser eleita.
Enquanto conservadora social, Foster votou consistentemente contra o casamento entre pessoas do mesmo sexo e se opõe ao aborto.

## Política
Durante a faculdade, Foster entrou na política partidária; foi recrutada para a Associação Unionista da Queen's, parte do UUP, por Peter Weir e foi presidente de 1992 a 1993. Após deixar a Queen's, permaneceu ativa no partido em uma filial e ao Conselho Unionista Jovem do Ulster, que presidiu em 1995. Em 1996, tornou-se secretária honorária do Conselho Unionista do Ulster, o órgão dirigente do Partido Unionista do Ulster (UUP), cargo que manteve até sua desfiliação em dezembro de 2003.
A decisão do UUP de iniciar negociações com o Sinn Féin em 1997 (antes do fim do IRA) tornou sua posição dentro do partido cada vez mais difícil. Ela fazia parte de uma "cabala de direita dentro do UUP conhecida como 'baby barristers'". Eles se opuseram ativamente ao líder do partido, David Trimble, e foram um "espinho no [seu] lado" depois que ele apoiou o Acordo de Belfast.
Em novembro de 2003, ela foi eleita Membro da Assembleia Legislativa (MLA) por Fermanagh e South Tyrone; contudo, Foster e seu amigo íntimo Jeffrey Donaldson, desertaram para o Partido Unionista Democrático (DUP), liderado por Ian Paisley, pouco depois. Ela foi selecionada como candidata do DUP para Fermanagh nas eleições gerais do Reino Unido de 2005, onde obteve 28,8% dos votos; na eleição suplementar de 2008, recebeu 30% dos votos.
Como MLA do DUP, Foster mudou-se para o poder executivo da Irlanda do Norte, tornando-se Ministro do Meio Ambiente de 2007 a 2008, Ministro da Empresa de 2008 a 2015 e Ministro das Finanças de 2015 a 2016.
Como Ministro da Empresa, Comércio e Investimento da Irlanda do Norte em 2012, Foster supervisionou a implementação do programa de Incentivo ao Calor Renovável (RHI). O programa foi criado para incentivar as empresas da Irlanda do Norte a optarem por fontes de energia renováveis, mas sua operação apresentou falhas graves e o orçamento ultrapassou em muito o orçamento. Tendo supervisionado a implementação do RHI em sua função de Ministra da Empresa , Foster foi responsabilizada pelo fracasso. A partir de então, Foster passou a enfrentar pedidos de demissão devido ao seu papel no suposto escândalo do incentivo ao calor renovável, mas resistiu. Em vez disso, o vice-primeiro-ministro Martin McGuiness optou por renunciar e, devido à natureza do cargo "conjunto" de primeiro-ministro, Foster também foi forçada a renunciar.

## Primeira-ministra
Em 11 de janeiro de 2010, Arlene Foster assumiu as funções de Primeira-Ministra da Irlanda do Norte, enquanto Peter Robinson, então líder do DUP, se afastou por um período planejado de até seis semanas. Foster trabalhou ao lado do vice-primeiro-ministro Martin McGuinness. Robinson retornou mais cedo do que o planejado, em 3 de fevereiro de 2010.
Ela se tornou novamente Primeira-Ministra interina em 10 de setembro de 2015, após a renúncia de Robinson e da maioria dos ministros do DUP após o assassinato de Kevin McGuigan. Robinson retomou seu cargo como Primeiro-Ministro em 20 de outubro de 2015, após uma revisão do governo sobre atividades paramilitares na Irlanda do Norte.
Antes de assumir seu primeiro mandato, a nova primeira-ministra causou polêmica ao declarar que não viajaria a Dublin para as comemorações oficiais do centenário da revolta de 1916 contra o domínio britânico. Nacionalistas denunciaram sua decisão como um sinal de "estreiteza" de perspectiva. A líder do DUP descreveu a Revolta da Páscoa como "um ataque à democracia". Ela alegou que as comemorações anteriores apenas contribuíram para o "republicanismo violento" e que seria "errado da minha parte prestar qualquer socorro a essas pessoas".

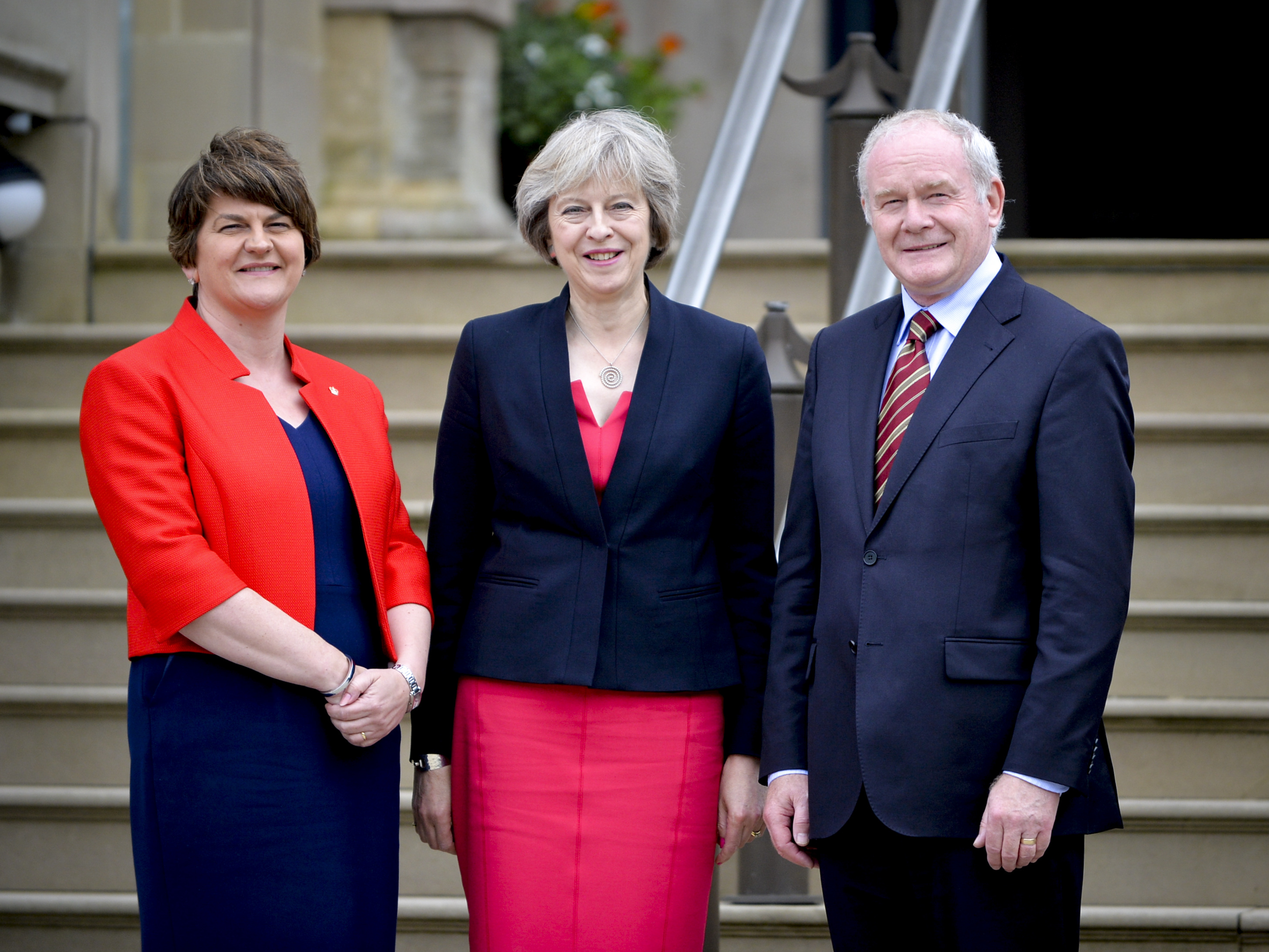
A primeira-ministra britânica Theresa May se encontra com Foster e o vice-primeiro-ministro Martin McGuinness em 2016.

Seu primeiro mandato como Primeira-Ministra da Irlanda do Norte ocorreu entre janeiro de 2016 e janeiro de 2017, servindo ao lado do vice-primeiro-ministro Martin McGuiness, então líder do Sinn Féin. Essa "partilha de poder" é necessária pelo Acordo da Sexta-Feira Santa de 1999 e seus arranjos. O Acordo da Sexta-Feira Santa estabelece que o Primeiro Ministro e o Vice-Primeiro Ministro são iguais. Diante disso, Foster foi forçada a renunciar ao cargo de Primeira Ministra em 2017, após a renúncia de McGuiness, devido ao escândalo da Energia Térmica Renovável.
Foster liderou o DUP nas eleições gerais do Reino Unido de 2017 e, no parlamento suspenso resultante, Foster forjuo um acordo de confiança e fornecimento com a primeira-ministra Theresa May. O DUP votou contra o acordo do Brexit de May e, posteriormente, de Boris Johnson em três ocasiões, citando preocupações com a criação de uma fronteira no Mar da Irlanda. No entanto, Arlene Foster e todo o DUP apoiaram abertamente o Brexit.
Desde a renúncia de McGuinness, a Irlanda do Norte esteve em um impasse político contínuo até janeiro de 2020. Uma das questões-chave foi a Lei da Língua Irlandesa, na qual o Sinn Féin insiste e com a qual Foster afirmou que seu partido jamais concordará. Em relação à lei proposta, ela disse: "Se você alimentar um crocodilo, ele continuará voltando para buscar mais". Essa observação foi amplamente citada durante as eleições para a Assembleia da Irlanda do Norte em 2017, embora Foster posteriormente tenha se desculpado por isso.
Em janeiro de 2020, um novo acordo de partilha de poder foi alcançado entre o DUP e o Sinn Féin. Foster retornou ao cargo de Primeira-Ministra, desta vez ao lado da líder do Sinn Féin, Michelle O'Neill, que ocupa o cargo de Vice-Primeira- Ministra.
Em abril de 2021, Foster foi vítima de um golpe interno no Partido Unionista Democrático. Cerca de quatro quintos dos parlamentares do DUP e dos membros da Assembleia da Irlanda do Norte assinaram uma carta de desconfiança na liderança de Foster, em meio a insinuações de que ela havia se tornado moderada demais para o gosto de muitos do partido. Sem apoio suficiente do partido, Arlene Foster anunciou sua renúncia como líder do partido e primeira-ministra no final de abril de 2021.
Em 14 de maio de 2021, Edwin Poots MLA foi eleito como sucessor de Foster na posição de líder do DUP, assumindo em 28 de maio. Foster renunciou ao cargo de Primeira-Ministra às 13h do dia 14 de junho de 2021 e Paul Givan sucedeu Foster como Primeiro Ministro em 17 de junho de 2021.
Em 7 de setembro de 2021, foi anunciado que Foster também deixaria o cargo de MLA.

## Pós-primeira-ministra
Desde então, foi nomeada diretor de uma instituição de caridade voltada para a construção da paz, a Co-operation Ireland. Também tem sido uma colaboradora regular do canal de TV GB News.
Ela foi nomeada Dama Comandante da Ordem do Império Britânico (DBE) nas Honras de Aniversário de 2022 por serviço político e público. Em 14 de outubro de 2022, foi anunciado que Foster seria nomeada para a Câmara dos Lordes, atuando como uma nobre não filiada. Em 9 de novembro de 2022, ela foi criada Baronesa Foster de Aghadrumsee, de Aghadrumsee no Condado de Fermanagh.
Em maio de 2024, foi confirmado que Foster seria nomeada presidente da Intertrade UK, um novo órgão para promover o comércio no Reino Unido, anunciado como parte do pacote do governo do Reino Unido para restaurar a devolução. Ela assumiu o cargo em 19 de setembro de 2024.
Em entrevista a Michael Gove em um podcast da Radio 4 em outubro de 2024, Foster confirmou que uma discussão sobre terapia de conversão foi a "gota d'água" para sua destituição da liderança do DUP. Ela se absteve em uma votação na Assembleia da Irlanda do Norte que pedia a proibição da terapia de conversão para gays, enquanto a maioria de seu partido votou contra a moção. Foster também classificou a decisão de descartar uma fronteira na ilha da Irlanda durante as negociações do Brexit como um "erro".
Em janeiro de 2025, Foster foi um dos sete deputados e pares da Irlanda do Norte, juntamente com mais de 160 outros parlamentares, a apelar à seleção masculina de críquete da Inglaterra para boicotar uma partida contra o Afeganistão devido à opressão das mulheres pelo regime talibã.

Foster presidiu sua primeira reunião da Intertrade UK em 28 de fevereiro de 2025.